# Količevo
Količevo – wieś w Słowenii, w gminie Domžale. W 2018 roku liczyła 370 mieszkańców.